# Spasów
Spasów (ukr. Спасів) – wieś na Ukrainie, w rejonie czerwonogrodzkim obwodu lwowskiego. Wieś liczy około 680 mieszkańców.
W XIX wieku, wieś w posiadaniu Korwin-Szymanowskich, gdzie urodził się Roman Szymanowski. 
W II Rzeczypospolitej do 1934 samodzielna gmina jednostkowa. Następnie należała do zbiorowej wiejskiej gminy Tartaków Miasto w powiecie sokalskim w woj. lwowskim. W związku z poprowadzeniem nowej granicy państwowej na Bugu, wieś wraz z całym obszarem gminy Tartaków Miasto znalazła się w Związku Radzieckim.
W Spasowie urodził się Andrij Deszczycia – w latach 2014–2022 ambasador Ukrainy w Polsce.